# Hans-Dieter Söling
Hans-Dieter Söling (* 12. August 1929 in Barmen-Elberfeld; † 6. März 2006) war ein deutscher Biomediziner.

## Leben
Hans-Dieter Söling studierte nach dem Abitur am  Wilhelm-Dörpfeld-Gymnasium im Jahr 1950 bis 1955 Humanmedizin an der Philipps-Universität Marburg, der Medizinischen Universität Innsbruck und der Albert-Ludwigs-Universität Freiburg. Nach seiner Assistentenzeit wurde er 1956 mit einer nephrologischen Arbeit zum Thema Beitrag zur Nierenfunktionsprüfung mit Phenolsulfonphthalein an der Medizinischen Fakultät in Freiburg promoviert.
Zunächst war er als wissenschaftlicher Assistent im Pharmakologischen Institut der Universität Freiburg mit dem Stoffwechsel der Hundeniere beschäftigt. Von 1959 bis 1960 war Söling Assistent am Institut für Physiologische Chemie der Universität Freiburg bei Helmut Holzer und arbeitete an der Strukturaufklärung des aktiven Azetaldehyds sowie an der Entwicklung enzymkinetischer Verfahren unter Nutzung des 3-Azetylpyridinanalogen des NAD.
1960 absolvierte Söling seine Facharztausbildung für Innere Medizin. Gleichzeitig war er Leiter des Labors für Stoffwechsel. Zusammen mit Werner Creutzfeldt wechselte er 1965 nach Göttingen um die Leitung des Biochemischen Labors der Medizinischen Klinik der Georg-August-Universität Göttingen zu übernehmen.
1965 habilitierte er sich mit der Schrift Der Stoffwechsel der alloxandiabetischen Rattenleber und seine Beeinflussung durch Insulin und orale Antidiabetica an der medizinischen Fakultät der Georg-August-Universität Göttingen. Er erhielt die venia legendi für Klinische Biochemie und Innere Medizin.
Nach einem einjährigen wissenschaftlichen Aufenthalt am US-amerikanischen McArdle Laboratory for Cancer Research in Madison, Wisconsin bei Henry C. Pitot folgte 1969 die Berufung als Professor in Göttingen. 1974 wurde er Ordinarius des neu geschaffenen Lehrstuhls für Klinische Biochemie. Söling wurde 1997 emeritiert. Er war anschließend noch als Emeritus am Max-Planck-Institut für biophysikalische Chemie als Leiter der Forschergruppe Neurobiologie bis zu seinem Tode engagiert.
Hauptforschungsgebiet der letzten Jahre war die Stimulus-Sekretions-Kopplung exokriner Zellen (Parotis) sowie die Proteinfaltung im endoplasmatischen Reticulum sowie auf den intrazellulären Transportschritt zwischen dem Golgi-Apparat und dem endoplasmatischen Reticulum.
Söling hat über 200 wissenschaftliche Arbeiten publiziert. Er war in zahlreichen nationalen und internationalen Gremien und Organisationen vertreten, darunter die Deutsche Forschungsgemeinschaft (DFG) und die National Science Foundation (NSF).

## Auszeichnungen
- 1965 Ferdinand-Bertram-Preis der Deutschen Diabetes-Gesellschaft